# 아이오페
아이오페(IOPE)는 1996년에 런칭된 아모레퍼시픽에서 보유한 화장품 브랜드이다. 아이오페는 'Integration effect Of Plant Extracts'의 약자로, 식물 추출물의 뛰어난 효과를 의미한다.

## 개요
아이오페는 식물 성분과 바이오 기술을 기반으로 피부 솔루션을 제공하는 화장품 브랜드다. 아이오페는 1997년 국내 뷰티업계 최초로 레티놀을 안정화하였다.
아이오페는 피부의 자생력에 효과적인 만년송, 용설란, 편백을 주 원료로 활용하고 있다. 기술적인 측면에서는 안티에이징에 특화된 R. 2500™과 탄력 및 윤기를 피부에 선사하는 수퍼 플라보노이드™를 제품에 적용하고 있다.
아이오페의 대표 제품으로는 슈퍼바이탈 크림 리치, 에어쿠션, 라이브 리프트 세럼, 히아루로닉 세럼, 더마 리페어 시카크림 등이 있다.

## 아이오페 주요 제품
아이오페의 대표 제품으로는 슈퍼바이탈 크림 리치, 에어쿠션, 라이브 리프트 세럼, 히아루로닉 세럼, 더마 리페어 시카크림 등이 있다.
- 슈퍼바이탈 크림 리치[4]는 만년송 성분을 원료로 하는 안티에이징 크림이다.
- 에어쿠션[5]은 에어 프리즘 워터™를 통해 수분감을 강화한 4세대 에어쿠션이다.
- 히아루로닉 세럼[6]은 히아루로닉 캡슐이 포함된 고보습 고탄력 에센스다.
- 더마 리페어 시카크림[7]은 손상 피부를 케어하는 효능성분인 마데카소사이드, 판테놀, 편백추출물이 함유된 피부 집중 개선 크림이다.